# Cleptometopus flavolineatus
Cleptometopus flavolineatus är en skalbaggsart som beskrevs av Stefan von Breuning 1961. Cleptometopus flavolineatus ingår i släktet Cleptometopus och familjen långhorningar. Inga underarter finns listade i Catalogue of Life.